# APN
APN (англ. Access Point Name, ім'я точки доступу) — ідентифікатор мережі з комутацією пакетів, що конфігурується та доступна з GGSN. Мережа передачі даних, що позначається APN, дозволяє абоненту мобільної мережі передачі даних (наприклад, GPRS, 3G) здійснювати доступ до послуг передачі даних, наприклад до WAP, Internet, MMS.
При активації PDP-контексту SGSN звертається до DNS та отримує IP-адресу GGSN,  що відповідає даному APN.

## Зноски
1. ↑  Grayson, Shatzkamer та Wainner, 2009.